# René Jodoin
Pour les articles homonymes, voir Jodoin.
René Jodoin, né le 30 décembre 1920 à Hull et mort le 22 janvier 2015, est un producteur, réalisateur et scénariste québécois.
Il est le fondateur du Studio d'animation du Programme français de l'Office national du film du Canada, en 1966.

## Biographie

### Début de carrière
Diplômé de l'École des beaux-arts de Montréal, il est recruté à l'Office national du film du Canada en 1943, par Norman McLaren qui cherche alors à former une première équipe d'animateurs. Cette rencontre avec McLaren va influencer Jodoin profondément: dans la foulée de McLaren, Jodoin développe une conception artisanale du cinéma d'animation. En 1949, il quitte l'ONF pour travailler à Toronto, chez Audio Pictures, puis chez Current Publications, où il est directeur artistique. En 1954, il revient à l'ONF à titre de responsable de l'animation pour les films destinés à la défense nationale. En 1963, il est promu directeur de la section des films scientifiques.

### Studio d'animation de la Production française de l'ONF
En 1966, il se voit confier la mission de créer un studio d'animation à la Production française. C'est pour Jodoin l'occasion de mettre en application la philosophie développée au contact de McLaren au cours de la décennie 1940.
C'est ainsi qu'il organise son studio en petits ateliers, favorisant l'expérimentation technique et l'expression personnelle. Il embauche de très jeunes cinéastes (Jean-Thomas Bédard, Francine Desbiens, Suzanne Gervais) et fait venir de Belgique l'animatrice Clorinda Warny, qui servira de mentor aux jeunes artistes. S'inspirant des courts films musicaux qu'il a réalisés (Alouette) et produits pendant la Seconde Guerre mondiale, Jodoin produit une série de courts films inspirés de chansons contemporaines québécoises (comme les chansons Les Fleurs de macadam et La Ville, de Jean-Pierre Ferland, qui sont filmées respectivement par Laurent Coderre et Jean-Thomas Bédard, ou encore Tête en fleurs de Claude Gauthier qui est filmée par Bernard Longpré (de)). Ces films font figures d'ancêtres des vidéoclips dans la production québécoise. Jodoin regroupe au sein de son studio plusieurs cinéastes qui vont en marquer l'histoire: Pierre Hébert, Co Hoedeman, Jacques Drouin. Il accueille le réputé cinéaste tchèque Bretislav Pojar et produit Balablok, l'un des premiers films marquants du studio, qui est couronné de la Palme d'or du court-métrage à Cannes. Collaborant avec le cinéaste français d'origine hongroise Peter Foldes, il produit La Faim, important jalon dans l'histoire du cinéma d'animation assisté par ordinateur.

## Œuvre comme réalisateur
De tous les films de René Jodoin, Notes sur un triangle est le plus connu, au point d'être considéré comme l'un des classiques de l'histoire de l'animation à l'ONF. Pierre Hébert fait remarquer que ce film forme, avec Ronde carrée, Rectangle et rectangles ainsi que Question de forme, un ensemble cohérent de quatre courts-métrages explorant diverses possibilités en prenant pour base un matériau strictement géométrique. Ces films sont caractérisés par leur rigueur formelle et une approche qui tente de concilier expérimentation et valeur didactique.
Comment fonctionne le moteur à jet (An Introduction to Jet Engines) est considéré comme un classique du film de vulgarisation scientifique (le film a été primé à Rome ainsi qu'aux Canadian Film Awards). La précision et l'élégance de la démonstration a été remarquée par de nombreux observateurs.

## Filmographie
Comme producteur
- 1964 : The Canadian Shield: Saguenay Region
- 1964 : Among Fish
- 1965 : Glaciation
- 1967 : A Child in His Country
- 1969 : Sphères
- 1969 : Oddball
- 1969 : Notre jeunesse en auto-sport
- 1969 : Les Fleurs de macadam
- 1969 : Le Corbeau et le Renard
- 1969 : Cerveau gelé
- 1970 : La Ville
- 1970 : Points de suspension
- 1970 : Dimension soleils
- 1971 : Multiplication 3
- 1971 : Multiplication 2
- 1971 : Multiplication 1
- 1972 : Wind
- 1972 : Series 4
- 1972 : Balablok
- 1973 : Dans la vie
- 1973 : Passage
- 1973 : Nébule
- 1973 : Horsing Around
- 1974 : La Faim
- 1975 : Monsieur Pointu
- 1975 : Horizon
- 1977 : Dernier envol
- 1978 : L'Affaire Bronswik
- 1980 : One Way Street
- 1984 : Bioscope

Comme réalisateur
- 1944 : Alouette (coréalisé avec Norman McLaren)
- 1957 : The Standard Range Approach
- 1957 : The Jet Beacon Let-Down
- 1957 : The Automatic Radio Compass: Part II
- 1958 : Remain VFR
- 1959 : An Introduction to Jet Engines
- 1959 : An Introduction to I.F.F.
- 1960 : Propagation
- 1960 : Julie, Part 3: Water Conditions
- 1960 : Directivity
- 1960 : Bandwidth
- 1961 : Danse carrée
- 1966 : Notes sur un triangle[8]
- 1969 : Sphères
- 1984 : Rectangle & Rectangles
- 1984 : A Matter of Form

Comme scénariste
- 1966 : Notes sur un triangle

## Honneurs et récompenses
- Prix Albert-Tessier 2001, plus haute distinction remise par le gouvernement du Québec à une personne pour l'ensemble de son œuvre et de sa carrière dans le domaine du cinéma.
- En 2015, les Sommets du cinéma d'animation créent le Prix René-Jodoin, distinction remise annuellement qui souligne le travail exemplaire accompli par une personnalité de l'animation canadienne[9].